# Rapana venosa
Rapana venosa (rapana Thomasa) – gatunek dużego, drapieżnego ślimaka z rodziny rozkolcowatych, występującego pierwotnie w Pacyfiku, u wybrzeży wschodniej i południowo-wschodniej Azji. Gatunek inwazyjny, rozwlekany z wodami balastowymi, ma negatywny wpływ na kolonizowane ekosystemy. Szkodnik, powodujący duże straty gospodarcze w hodowlach jadalnych mięczaków.

## Cechy morfologiczne

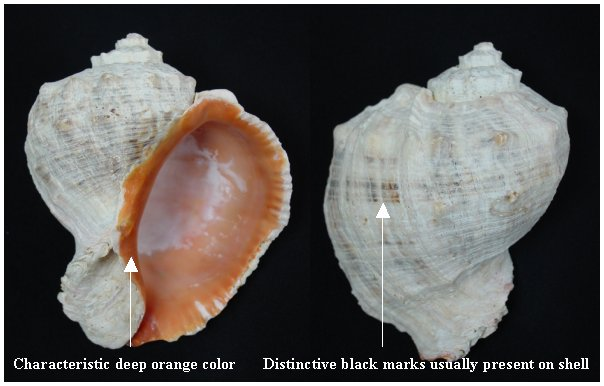
Grzbietowy i brzuszny widok muszli Rapana venosa.

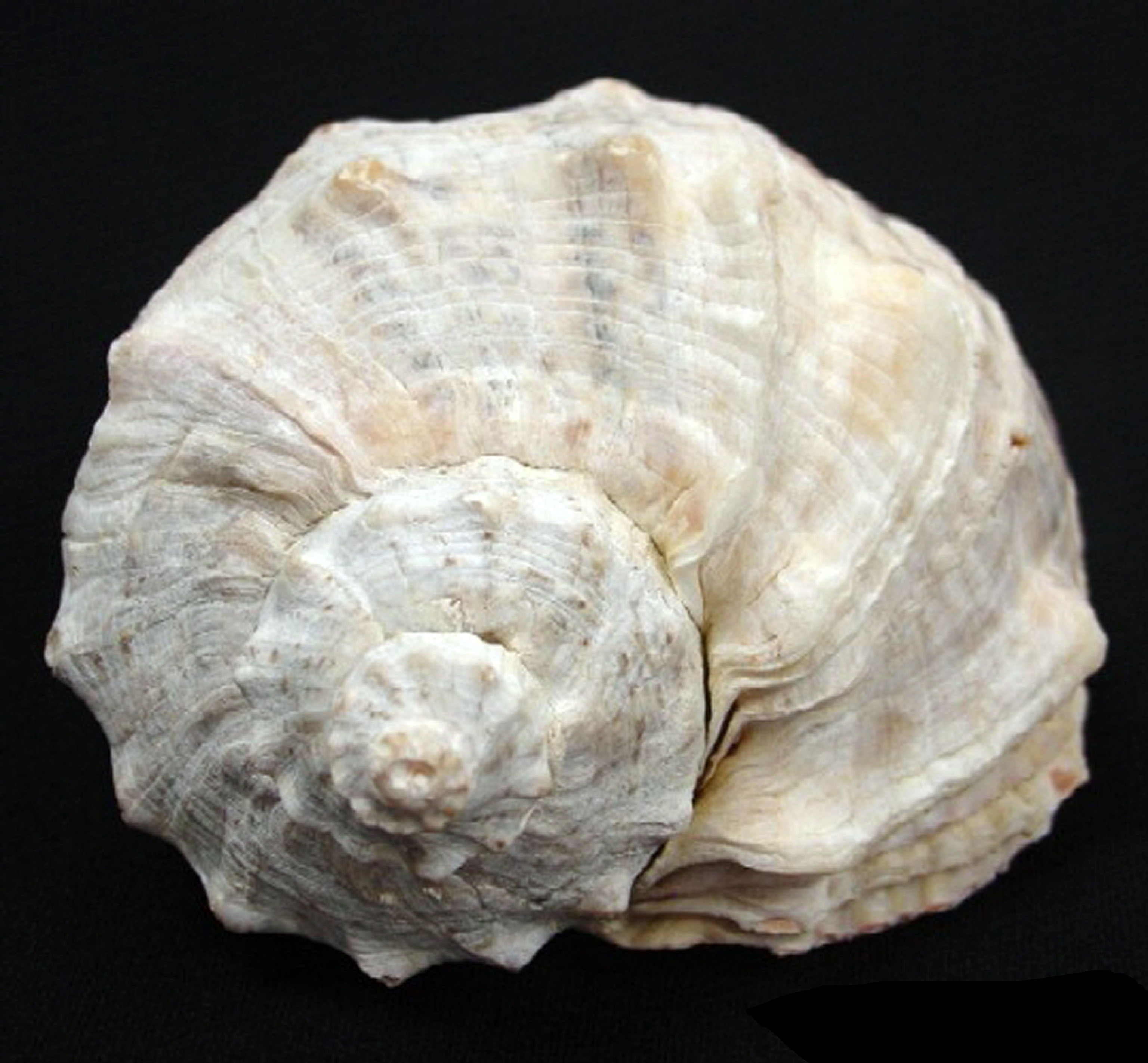
Widok od strony szczytu muszli Rapana venosa.

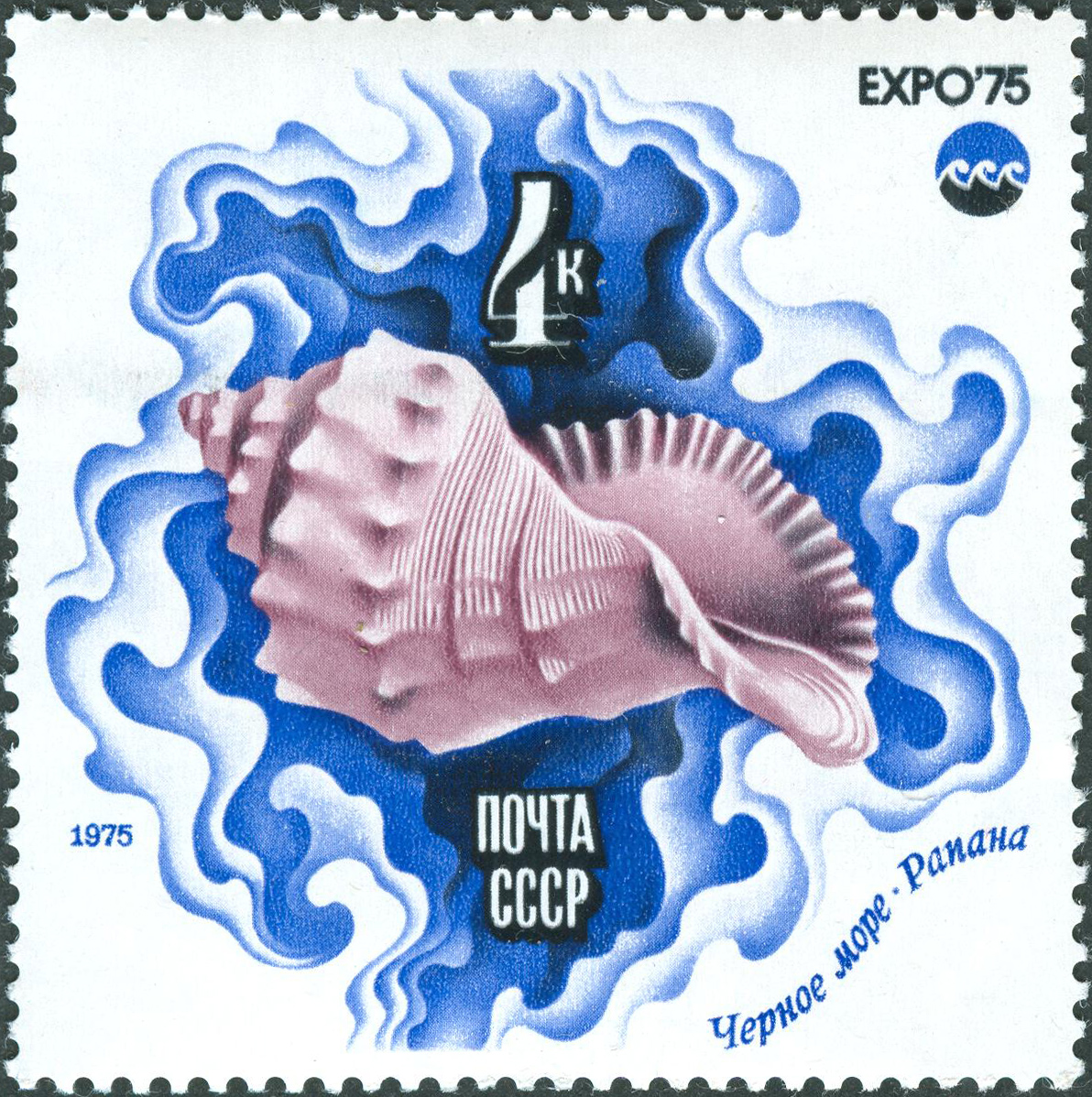
Rapana venosa na znaczku pocztowym ZSRR.

Muszla duża, ciężka, grubościenna (wysokość: 70–180 mm), z niewysoką, stopniowaną skrętką. Ostatni skręt duży, mocno rozdęty, owalny. Ujście odsłania wnętrze muszli o charakterystycznym jaskrawopomarańczowym kolorze i takąż, szeroką i gładką kolumellę. Na powierzchni zewnętrznej muszli do trzech guzkowanych, spiralnych wstęg i delikatne żyłkowanie. Dołek osiowy odkryty, głęboki. Wokół dołka osiowego odkłada się łuskowata krawędź wyznaczająca położenie rynien syfonalnych ze wcześniejszych stadiów rozwoju ontogenetycznego (fasciola). Wieczko konchiolinowe. Barwa muszli zróżnicowana, dominują kolory beżowe, szare i brązowe z ciemnobrązowymi plamkami na żebrach. Niektóre osobniki maja muszle białe, bez guzów i ornamentacji.

## Występowanie
Pierwotny areał występowania obejmuje litoral Morza Japońskiego, Morza Wschodniochińskiego i Morza Żółtego.

### Ekspansja
Ślimak w rozwoju przechodzi przez stadium swobodnie pływającej, pelagicznej larwy, która może łatwo zostać zassana do zbiorników balastowych statków i z wodą balastową zostać zawleczona do innych akwenów. Młode osobniki rapan były też zawlekane z transportami jadalnych mięczaków (ostryg, omułków), w koloniach których żerowały.
Pierwsze znalezisko rapany Thomasa w Morzu Czarnym odnotowano w 1947 w Zatoce Noworosyjskiej. W ciągu dekady rozprzestrzeniła się wzdłuż wybrzeży: w 1952 dotarła do Krymu, w 1959 do brzegów Rumunii, Bułgarii i Turcji. W następnych latach dotarła przez Morze Marmara do Morza Egejskiego, a w 1976 zasiedliła Morze Adriatyckie, i dalej Morze Tyrreńskie. Występowanie tego gatunku stwierdzono też na atlantyckim wybrzeżu Francji, niedawno dostała się również do Morza Północnego.
Rapana Thomasa została także zawleczona do akwenów przybrzeżnych obu Ameryk. Stwierdzono ją u południowo-wschodnich wybrzeży Ameryki Południowej i w ujściu La Platy. W roku 1998 stwierdzono jej występowanie u brzegów stanu Wirginia w USA. Obecnie występuje w całej Zatoce Chesapeake, tworzy tam stabilną populację.

## Biologia i ekologia

### Zajmowane siedliska
Zasiedla strefę litoralną mórz i estuaria rzek uchodzących do mórz. Jest organizmem eurytopowym, może występować w wodach o zasoleniu od 17 do 38 promili, znosi wahania temperatury wody w zakresie 4 °C to 27 °C oraz okresowe deficyty tlenowe.

### Odżywianie
Drapieżnik, polujący na bezkręgowce, głównie na małże, w tym na gatunki ważne gospodarczo: ostrygi, omułki, sercówki i urąbki. Wraz ze wzrostem wielkości ślimaka poszerza się spektrum wielkości ofiar. Ślimak dostaje się do ciała ofiar rozwierając połówki muszli małży przy pomocy silnej nogi lub wiercąc tarką dziury w muszlach.

### Rozmnażanie
Ślimak rozdzielnopłciowy, zapłodnienie wewnętrzne, jaja składane w kokonach jajowych wiosną i latem. Pojedyncze złoże jajowe może zawierać 50-500 jaj. Rozwój złożony, z larwą swobodnie pływającą w pelagialu. Rozwój larwalny trwa ok. 14–80 dni, w trakcie którego larwa odżywia się planktonem. Rapany zasiedlające Morze Czarne dojrzewają znacznie wcześniej (w wieku 2 lat, przy wielkości muszli 35–70 mm) niż osobniki z populacji dalekowschodnich (w wieku 5 lat, przy wielkości muszli około 125 mm). Osobniki w populacji czarnomorskiej są też bardziej płodne – jednorazowo samica formuje ponad 450 kokonów, a w każdym jest 200–1000 jajeczek, podczas gdy macierzyste populacje dalekowschodnie mają 100–350 kokonów (przeciętnie 150) zawierających po 85 do 800 jajeczek. Osobniki czarnomorskie tworzą kokony na głębokości 10–20 m, a dalekowschodnie na głębokościach 1–3 m. U form dalekowschodnich z jaj po maksymalnie 3 tygodniach wykluwają się małe (poniżej 2 mm) larwy, które po zaledwie kilku dobach (czasem brak stadium larwalnego) osiadają na podłożu i przekształcają się w osobniki młodociane, choć z miękką muszlą embrionalną. U form czarnomorskich larwa występuje zawsze w rozwoju ontogenetycznym, wykluwa się po około 30 dniach od złożenia jaj, jest mniejsza (poniżej 1 mm) i rozwija się od 1 do 2 miesięcy. Długość życia osobnika: do 10 lat.

## Znaczenie

### Ekologiczne
- W swoim pierwotnym środowisku rapany Thomasa są dość nieliczne i częściowo chronione. Na przykład populacje występujące na rosyjskim pobrzeżu Pacyfiku są wpisane do Czerwonej księgi gatunków zagrożonych w Rosji.
- Na terenach kolonizowanych niekontrolowany wzrost liczebności populacji rapan stanowi zagrożenie dla lokalnych ekosystemów. W basenie Morza Czarnego i Kaspijskiego rapana Thomasa nie ma naturalnych wrogów – zasolenie tamtejszych wód jest zbyt małe dla rozgwiazd, żerujących na rapanach w wodach wschodnioazjatyckich. Miejscowe ślimaki drapieżne osiągają mniejsze wymiary ciała i mają cieńszą muszlę, nie są w stanie skutecznie polować na rapany, gdy te osiągną wymiary ciała większe niż 3–4 cm, same natomiast są dla nich łatwym łupem. W związku z tym liczebność populacji rapan nie jest kontrolowana przez drapieżniki. Ponadto rapany Thomasa żerując na lokalnych małżach pozbawiają pokarmu rodzime gatunki ślimaków drapieżnych, ryb i krabów. Populacyjna eksplozja rapan (wraz z inwazjami innych gatunków, m.in. żebropława Mnemiopsis leidyi oraz postępującą eutrofizacją) doprowadziła do katastrofy ekologicznej i drastycznego zubożenia fauny bentosowej Morza Czarnego[19]. Rapana Thomasa przyczyniła się do wyginięcia niektórych małży, występujących uprzednio w Morzu Czarnym (m.in. przegrzebka Flexopecten ponticus), liczebność pozostałych gatunków mięczaków uległa redukcji o 2/3[3].

### Gospodarcze
- Mięso rapan jest jadalne i w Morzu Czarnym są one intensywnie poławiane, a następnie sprzedawane restauracjom i sklepom. Muszle są sprzedawane jako pamiątki, często też wyrabia się z nich różne ozdoby[19][18].
- Rapany żerujące w hodowlach jadalnych mięczaków (ostryg, omułków, urąbków) powodują poważne straty gospodarcze. W Morzu Czarnym połowy ostryg (Ostrea edulis, Crassostrea gigas) i omułków śródziemnomorskich (Mytilus galloprovincialis) w konsekwencji inwazji rapany spadły o ponad połowę[3].

## Ciekawostki
- Rapana Thomasa znajduje się w spisie 100 najgroźniejszych gatunków inwazyjnych w Europie[20].
- U samic tego gatunku eksponowanych na organiczne pochodne cyny (tributylocynę – TBT) często dochodzi do zaburzeń rozwojowych i powstawania niefunkcjonalnych męskich narządów płciowych (imposex)[21]. Anomalie te szczególnie często obserwowano u ślimaków zasiedlających okolice portów i doków – TBT jest tam obecny w dużych stężeniach, ponieważ stanowi składnik farb używanych do zabezpieczania kadłubów statków[22]. Nie stwierdzono, by płodność samic rapan, u których zaburzenia te zaobserwowano, była obniżona.